# Alkajos (syn Perseusza)
Alkajos (gr. Ἀλκαῖος Alkaíos, łac. Alcaeus) – w mitologii greckiej król Tirynsu.
Uchodził za syna Perseusza i Andromedy. Z Astydameją (lub Lysidike) miał syna Amfitriona i córkę Anakso.